# داريا (مسلسل كرتوني)
داريا (بالإنجليزية: Daria) هو مسلسل رسوم متحركة كوميدي أمريكي للبالغين تم إنشاؤه بواسطة غلين آيكلر وسوزي لويس. استمرت السلسلة من 3 مارس 1997 إلى 21 يناير 2002 على إم تي في.
وهو عمل فرعي من مايك جودج الذي عمل على سلسلة الرسوم المتحركة في وقت سابق، بيفيز وبوت-هيد، والذي أظهر داريا بشكل متفاوت. على الرغم من أن مايك جودج وافق على إطلاق الشخصية للسماح لها بالظهور في العرض الفردي، إلا أنه لم يشارك في إنتاج داريا، حيث كان مشغولًا بالعمل على كينغ أوف ذا هيل. 
في يونيو 2019، أعلنت إم تي في عن سلسلة رسوم متحركة جديدة فرعية، جودي (في الأصل داريا وجودي). وأدت الممثلة تريسي إليس روس صوت الشخصية الرئيسية كما شغلت دور المنتج التنفيذي. وصفت الشبكة المسلسل بأنه الأول من العديد من الرسوم المتحركة المنبثقة عن داريا. في يونيو 2020، أعلنت كوميدي سنترال أنها أخذت حقوق عرض السلسلة مع بيفيز وبوت-هيد.

## الفرضية
المسلسل يركز على داريا مورغندورفر، وهي فتاة ذكية، لاذعة، إلى حد ما كارهة للبشر في سن المراهقة جنبًا إلى جنب مع أفضل صديقة لها، الفنانة الطموحة جين ليْن، تحللان العالم من حولهما. تدور أحداث السلسلة في بلدة لونديل الأمريكية الخيالية بالضواحي تحديدًا، وهي عبارة عن مواقف من حياة المدرسة الثانوية، مليئة بالإشارات والانتقادات للثقافة الشعبية والطبقات الاجتماعية. كما تظهر في مسمى بطل الرواية، تبدو داريا في معظم المشاهد مع عائلتها (والدة هيلين، والد جاك، والشقيقة الصغرى كوين) وجين. تم تعيين الفترة خلال سنوات المدرسة الثانوية لداريا. الموقع الرئيسي المستخدم للعرض (خارج منزل مورغندوفر) هو ثانوية لونديل، وهي مؤسسة تعليمية عامة مليئة بالشخصيات المختلفة.

## روابط خارجية
- الموقع الرسمي
- داريا  في قاعدة بيانات الأفلام على الإنترنت (بالإنجليزية)
- داريا نسخة محفوظة 17 يناير 2013 at Archive.is في قاعدة بيانات الرسوم المتحركة الكبيرة